# Kanton Beauvais-Nord-Ouest
Kanton Beauvais-Nord-Ouest (fr. Canton de Beauvais-Nord-Ouest) byl francouzský kanton v departementu Oise v regionu Pikardie. Skládal se z 5 obcí. Zrušen byl po reformě kantonů 2014.

## Obce kantonu
- Beauvais (severozápadní část)
- Fouquenies
- Herchies
- Pierrefitte-en-Beauvaisis
- Savignies